# 크게 휘두르며의 등장인물 목록
다음은 《크게 휘두르며》의 등장 인물이다.
- 각 인물별 성우란은 일본어판 / 북미판 / 한국어(애니맥스)판 성우이며, 없으면 알 수 없는 경우입니다.

## 니시우라 고등학교(西浦高校) (서포고등학교)
니시우라 고등학교(西浦高校)는 주인공 일행이 다니는 사이타마현 소재의 고등학교이다. 교복은 사복이고 남녀 공학이다. 과거 연식 야구부가 있었지만 폐부되었고 니시우라 졸업생 출신인 모모에 마리아의 노력에 의해 경식 야구부가 신설되었다. 부원은 1학년 10명으로만 구성된 말 그대로 새내기 야구부. 그렇기 때문에, 선수들은 여러 포지션을 중복으로 담당하고 있다. 예전에 있었던 연식 야구부와도 모종의 관계가 있는 것 같다. 또, 모모에 감독은 예전의 연식 야구부의 매니저로 활약했으며, 노크나 배팅볼 투수 역할도 했었다. 미하시의 어머니도 이 학교 출신이다.

### 선수

#### 미하시 렌 (三橋 廉)
- 이름 - 미하시 렌(三橋 廉)
- 성우 - 요나가 츠바사 / 숀 마이클 티그 / 신용우
- 포지션 - 투수/우투좌타/등번호:1
- 개인 정보 - 1학년 9반/5월 17일/AB형/165 cm→166.5 cm/51 kg/가족구성: 부모
- 시야 측정 능력 - 28.3초 (10명중 10위)
- 등교 시간 - 15분, 하교 시간 - 40분
- 설명

이 만화의 주인공. 심약한 성격이지만, 병적일 정도로 마운드에 대한 집착을 가진 니시우라의 에이스 투수이다. 자신은 못하는 투수라고 생각하면서도 계속해서 던지려는 의지를 불태우는 모습은 '중독'이라고 말할 수 있을 정도이다. 미호시 학원 이사장의 손자라는 점 때문에 중학교 시절 에이스를 독점과 편애를 받았고, 마운드에 대한 독점욕이 원인이 되어 야구부의 동료들에게 미움을 받게 되었다. 이때의 경험이 성격에 크게 영향을 미쳐 자기 주장이나 친구를 만드는 것에 서툴고 자신감이 없으며, 겁이 많은 비굴한 성격이 되었다. 다른 사람을 싫어하지 않는 반면, 미움 받는 것을 매우 두려워하고, 같은 팀의 멤버랑 대화할 때도 말을 더듬는 경우가 많다. 조금이라도 다른 사람들이 친절을 베풀면 그 사람은 '좋은 사람'이라고 여기는 경향이 있다.
하지만 투구를 할 때는 완고하여 마운드에서 내려 오지 않는 배짱을 보이는 경우도 있다. 니시우라 고교 야구부에 들어간 이후, 미하시의 9분할 제구력을 눈 여겨 본 아베와 호흡을 맞추며 재능을 드러내기 시작한다. 중학교 시절 동료들이 주축이 된 미호시 학원 고등부와의 연습전을 계기로 진정한 에이스가 되겠다는 결의를 한다. 그러나 포수인 아베의 리드가 없으면 '자신은 형편없는 투수'라고 생각하고 있어서 완벽한 의미에서의 성장으로 보기엔 부족한 점이 많았다. 그러나 비죠다이사야마 전에서의 아베의 부상과 교체를 계기로 에이스로서의 자각이 싹트기 시작하는 등 서서히 자립하고 있다.
구속은 느리지만, 보통의 직구와는 다른 성질의 직구와 4개의 변화구(슬라이더•커브•슈토, 나머지 하나는 불명), 스트라이크 존을 9분할해서 던질 수 있을 정도로 뛰어난 제구력을 구사한다. 속구 지도를 받지 않아 언뜻 평범한 직구지만, 타자의 예상대로 오지 않고 떠있는 것처럼 느끼는 직구를 던지며, 결정구이다. 처음 본 타자에게는 큰 무기가 되지만, 원래 구속이 느리므로 몸에 배면 금방 칠 수 있게 된다. 고등학교 입학 시의 최고 구속은 101km/h였지만, 투구 지도를 받은 후에는 111km/h를 기록했다.

#### 아베 타카야 (阿部 隆也)
- 이름 - 아베 타카야(阿部 隆也)
- 성우 - 나카무라 유이치 / 그레그 에어스 / 서윤선
- 포지션 - 부주장, 포수/우투우타/등번호:2
- 개인정보 - 1학년 7반/12월 11일/O형/170 cm→172 cm/55 kg→62.1 kg/가족구성: 부모, 남동생
- 시야 측정 능력 - 20.7초 (10명중 7위)
- 등교 시간 - 20분, 하교 시간 - 40분
- 설명

관찰력이 뛰어나고 데이터를 기초로 리드를 하는 니시우라 고교 야구부의 주전 두뇌파 포수이다. 평소에는 냉정하고 침착한 성격이지만, 미하시의 어리바리한 행동을 볼 때에는 무심결에 감정적이 되기도 한다. 성질이 급하고 화를 잘 내는 반면, 중학교 시절의 미하시를 동정하거나 쉽게 감동하는 등 마음 약하고 눈물이 많은 면도 있다.
방학 때, 같은 중학교 출신인 사카에구치랑 같이 마운드를 정리하면서 연습을 했다. 미하시의 9분할 제구력의 가능성을 눈치챈 아베는 경기 중 전적으로 리드를 맡아서 미하시의 실력을 끌어내기 위해 노력한다. 이 때문에 자신감이 약한 미하시의 약점이 상쇄되는 장점이 있지만, 아베의 볼배합 패턴이 분석되면 고전하게 되는 약점을 지니고 있다. 이러한 점은 비죠전에서 극명하게 드러난다.
중학교 시절 리틀 시니어팀 출신으로 당시 배터리였던 투수 하루나 모토키와 호흡을 맞추었는데 자신의 리드를 무시하고 던지는 경향이 강했던 하루나와는 의견충돌이 상당히 심했다. 이 때문에 고교진학 후 자신의 리드를 잘 따르는 투수를 최고로 여기는 성향이 강해졌고 급기야 투수 불신에 빠졌었지만, 미하시와 만난 것을 계기로 ‘포수의 역할’이란 것을 깨달아 투수와 포수 간의 신뢰 관계를 찾아내게 된다. 특히 비죠다이사야마 전에서 부상으로 교체된 이후 자신의 고집 때문에 미하시의 성장 가능성을 막았다는 사실을 깨달아 정신적으로 크게 성장한다.
원래 이름이 "아베 신노스케"였지만, 일본 고교 야구에 동명의 이름을 가진 포수 포지션의 실제 선수가 등장하는 바람에 "타카야"로 변경되었다.

#### 타지마 유이치로 (田島 悠一郎)
- 이름 - 타지마 유이치로(田島 悠一郎)
- 성우 - 시모노 히로 / 토드 해버콘 / 엄상현
- 포지션 - 3루수, 1루수, 포수/우투좌타/등번호:5
- 개인정보 - 1학년 9반/10월 16일/B형/164 cm→165 cm/53 kg→60 kg/가족구성: 증조부모, 조부모, 부모, 형 2명, 누나 2명
- 시야 측정 능력 - 7.9초 (10명중 1위)
- 등교 시간 - 1분, 하교 시간 - 다양함
- 설명

니시우라 고교 야구부에서 실력이 가장 뛰어난 에이스 선수. 체력 측정 기록은 학교 순위 종합 1위를 할 만큼 운동 신경도 좋다. 타순은 주로 4번. 홈런을 칠만한 건장한 체격은 아니지만, 뛰어난 선구안과 배트 컨트롤을 사용하여 타율이 팀 내에서 가장 좋다. 또한 번트도 능숙하게 수행하는 등 작전수행 능력도 수준급. 게다가 경기 중 상대방의 습관을 파악할 수 있는 눈치도 뛰어나 토세이전에서 투수 타카세 쥰타의 투구 습관을 읽어내어 승리에 지대한 공을 세운다. 중학교 때까지 포수 경험이 없었지만 예비포수를 만들어 두자는 아베의 제안으로 포수 교육을 받았다. 이후 비죠전에서 부상당한 아베를 대신해 처음으로 실전에서 미하시와 배터리를 짠 적도 있다.
비록 학업 성적은 좋지 않지만, 야구에 대해선 놀라운 두뇌 회전, 기억력, 집중력을 발휘한다. 성격은 밝고 단순하고, 엉뚱하기도 한 행동으로 주위를 깜짝 놀라게 하는 일도 적지 않다. 미하시와는 은근히 사이가 좋다.
그가 니시우라 고등학교로 온 이유는 야구 연습을 하고 집으로 가면서 가족이 보낸 것으로 추측되는 연락을 받았는데, 내용인 즉, 그의 증조부가 갑자기 쓰러져 병원에 입원해 있다는 것이었다. 당장 전화를 해보았지만 가족이 전부 병원에 있어 연락이 되지 않았다. 결국 아무도 없는 텅빈 집에 외로이 가족들을 기다린다. 가족은 그가 집에 있었는지도 모르고 외식까지 하고 돌아온다. 그 후, 타지마는 최대한 집과 가까운 학교로 진학하여야겠다고 생각했다.
집에서 개, 고양이, 햄스터를 기르고 있다. 자세한 형제관계는 장남 형(과 형수), 장녀 누나, 차녀 누나, 차남 형. (3남 2녀 중 3남으로 막내)
"겐미쯔"(엄밀하다)라는 단어를 가끔 사용한다. 무사시노 제1고등학교의 경기를 관람 시, 아베와의 대화에서 그 뜻을 의미를 실수로 잊어 버려 주로 ‘절대’라는 의미로 사용하고 있다.

#### 하나이 아즈사 (花井 梓)
- 이름 - 하나이 아즈사(花井 梓)
- 성우 - 타니야마 키쇼 / 조엘 맥도널드 / 임진응
- 포지션 - 주장, 외야수, 투수/우투우타/등번호:9
- 개인 정보 - 1학년 7반/4월 28일/A형/181 cm/76 kg/가족구성: 조모, 부모, 여동생(쌍둥이)
- 시야 측정 능력 - 18.2초 (10명중 2위)
- 등교 시간 - 30분, 하교 시간 - 40분
- 설명

니시우라 고교 야구부의 주장. 타순은 주로 5번. 팀원들 중 리더십이 강한 점이 높게 평가되어 주장을 맡게 되었다. 타지마에 이어서 No.2로 평가 되는 선수.
입학 당시, "감독이 여자"라는 이유로 야구부에 가입하지 않으려고 했다. 하지만, 미하시와의 3타석 승부에서 짐으로써 들어오게 되었다. 중학교 시절에는 주로 4번이었지만, 고등학교 입학 후 타지마에 밀려 5번이 되었다. 팀 내에서 장타 능력이 가장 좋으며, 타지마에게 라이벌 의식을 불태우기도 한다. 수비는 주로 외야수를 담당하며 수비로 팀의 승리에 공헌한 적이 많다. 여름 합숙 후부터는 중학교 시절에 투수를 잠깐 했던 점이 높게 평가되어 예비 투수 연습도 시작했다.
자신의 이름(아즈사)로 불리는 것을 싫어하며, 어머니조차 다른 사람들 앞에선 이름이 아닌 성으로, '하나이'라고 부르고 있다.

#### 이즈미 코우스케 (泉 孝介)
- 이름 - 이즈미 코우스케(泉 孝介)
- 성우 - 후쿠야마 준 / 크리스 버넷 / 김광국
- 포지션 - 중견수, 3루수, 우익수/우투양타/등번호:8
- 개인 정보 - 1학년 9반/11월 29일/O형/168 cm/63 kg/가족구성:부모, 형(20세)
- 시야 측정 능력 - 20.3초 (10명중 5위)
- 등교 시간 - 20분, 하교 시간 - 40분
- 설명

니시우라 고교 야구부의 일원. 발이 빠르고 타격기술이 좋아 주로 1번을 맡는다. 미하시, 타지마, 하마다와 같은 반으로 종잡을 수 없는 두 명(미하시, 타지마)을 제어하는 역할을 하고 있다. 은근히 노력파라 집에 돌아가서도 밤늦게 스윙 연습을 하는 등 성격은 남자답고 승부욕도 강하다. 하마다와는 소꿉친구이자 중학교 때에는 선후배 사이였으나 이제는 편하게 부르고 있다. 하마다에게 여러모로 따갑게 굴어도 속으론 야구를 다시 시작해줬으면 한다는 모양이지만 하마다가 몸이 못 따라간다고 거절한 모양이다.

#### 사카에구치 유우토 (栄口 勇人)
- 이름 - 사카에구치 유우토(栄口 勇人)
- 성우 - 스즈키 치히로 / 에런 디스뮤크 / 안용욱
- 포지션 - 부주장, 2루수/우투우타/등번호:4
- 개인 정보 - 1학년 1반/6월 8일/O형/169 cm/64 kg/가족구성: 부(어머니는 별세), 누나, 남동생
- 시야 측정 능력 - 19초 (10명중 4위)
- 등교 시간 - 20분, 하교 시간 - 40분
- 설명

아베, 타지마와 더불어 중학교 시절부터 경식 야구를 경험해본 경험이 있다. 중학교 때는 시니어에서 활동했다. 아베와는 같은 중학교 출신이었지만 3년 내내 반이 달라 제대로 대화를 한 것은 고교 입시 당일 날뿐이었다. 입학식 전 봄방학 때 미리 아베와 함께 그라운드를 정비했다. 타순은 주로 2번이고 견실한 플레이 중심이며, 희생 번트를 잘해 팀에 공헌하고 있다. 모모에 감독의 신뢰도 두텁고 여러모로 내야의 중심적인 존재. 희생 번트 등의 작전수행 능력이 좋은 편. 긴장하면 신경성 설사를 일으키기도 한다.

#### 스야마 쇼지 (巣山 尚治)
- 이름 - 스야마 쇼지(巣山 尚治)
- 성우 - 야스무라 마코토 / 앤서니 볼링 / 방성준
- 포지션 - 유격수, 3루수/우투우타/등번호:6
- 개인 정보 - 1학년 1반/4월 6일/A형/175 cm/72 kg/가족구성: 조모, 부모, 형, 남동생
- 시야 측정 능력 - 18.7초 (10명중 3위)
- 등교 시간 - 30분, 하교 시간 - 40분
- 설명

경기 중 동요하는 미즈타니와 사카에구치를 진정 시킨 적이 있으며, 학교 선수들을 분석하고 냉정하지만 "프로틴"에는 몹시 동요하고 주위를 놀라게 했다.
저자에 따르면 작중에는 반영되지 않았지만 니시우라의 멋쟁이이다.

#### 미즈타니 후미키 (水谷 文貴)
- 이름 - 미즈타니 후미키(水谷 文貴)
- 성우 - 스미 켄이치로 / 장뤼크 에스테르 / 현경수
- 포지션 - 좌익수, 3루수, 2루수/우투우타/등번호:7
- 개인 정보 - 1학년 7반/1월 4일/B형/172 cm/67 kg/가족구성: 부모, 누나
- 시야 측정 능력 - 22.1초 (10명 중 8위)
- 등교•하교 시간 - 30분
- 설명

기분에 취한 반응이 눈에 띄는 캐릭터. 미하시의 주장을 모두에게 호소한적도 있다. 미호시 고교전에서 아베에게 '쿠소레프트(망할 좌익수/빌어먹을 레프트)라 불리었고, 하나이와 이즈미에게 핀잔을 듣는 등 팀 내에서 여러모로 지적당하고 있으나 본인은 별로 개의치 않는 듯 하다. 사실 정말 생각이 모자란 캐릭터는 아니며 성격이 밝을 뿐이다. 생크림을 좋아한다.

#### 오키 카즈토시 (沖 一利)
- 이름 - 오키 카즈토시(沖 一利)
- 성우 - 사토 유다이 / 크리스 케이슨 / 정재헌
- 포지션 - 1루수, 우익수, 투수/좌투좌타/등번호:3
- 개인 정보 - 1학년 3반/7월 20일/A형/172 cm/67 kg/가족구성: 조부모, 부모, 누나
- 시야 측정 능력 - 20.4초 (10명 중 6위)
- 등•하교 시간 - 30분
- 설명

타순은 주로 6,7번. 마음이 약해 투수 성격에 적합하지 않다고 생각하고 있지만, 인원이 적은 야구부를 위해 하나이와 함께 시합을 앞두고 투수 연습을 하였다. 미하시를 공감하면서도 투구를 계속하려고 하는 미하시를 "던짐 중독"이라고 평했다. 그리고 미하시에겐 존경심을 품고 있다. 미하시처럼 아베의 큰 소리에 약하고, 아베의 행동에 대해 미하시가 약한 행동을 하는 이유 중 하나는 '큰 소리'라고 아베에게 충고했다.

#### 니시히로 신타로 (西広 辰太郎)
- 이름 - 니시히로 신타로(西広 辰太郎)
- 성우 - 키무라 료헤이 / 스콧 하인즈 / 류승곤
- 포지션 - 좌익수/우투우타/등번호:10
- 개인 정보 - 1학년 3반/2월 10일/O형/170 cm/67 kg/가족구성: 조부모, 부모, 여동생(나이차가 많음)
- 시야 측정 능력 - 24초 (10명 중 9위)
- 등교 시간 - 20분, 하교 시간 - 30분
- 설명

야구 초보자. 공식전에서는 기본적으로 벤치에서 전령과 루 코치를 맡는다. 중학교 시절에는 육상부(중거리 달리기)로 활동했었다.
후에, 부상 퇴장당한 아베를 대신해 공식 경기를 처음으로 출전한다. 그러나 첫 타석에서는 긴장으로 인해 번트를 실패하지만, 자신에 대해 만족하고 있는 것에 내심 안심하고 자신을 알아 간다.
학업 성적은 우수하며 하나이가 ‘공부는 아무거나 다 잘한다’며 서투른 과목도 없는 것으로 알려졌다.
저자에 따르면, 미하시의 어머니와 같은 얼굴을 하고 있다고 한다.

### 매니저•감독•교사

#### 시노오카 치요 (篠岡 千代)
- 이름 - 시노오카 치요(篠岡 千代)
- 성우 - 후쿠엔 미사토 / 셰러미 리 / 서지연
- 포지션 - 매니저, 유격수/우투우타
- 개인 정보 - 1학년 7반/3월 25일/AB형/154 cm/41 kg/가족구성: 조모, 부모, 여동생
- 등•하교 시간 - 전철 20분 + 자전거 15분
- 설명

니시우라 고교 야구부의 매니저. 중학교 시절 소프트볼부에서 유격수를 맡았던 경력이 있어 야구에 대한 지식에 해박하다. 니시우라 고교에 진학 후 경식 야구를 동경하여 매니저가 되었다. 성격은 부드럽고 배려를 잘하며, 모든 사람들에게 밝고 평온하다. 학교 교복을 보고도 학교 이름을 잘 알고, 각 대회의 경기의 데이터와 학교 정보를 잠을 안자면서까지 분석할 정도로 야구에 대한 열정은 선수들한테도 뒤지지 않는다. 멤버들의 이름, 생년월일, 주소 등 전부 파악하고 있다. 중학교는 아베, 사카에구치와는 같지만, 중학교를 졸업 후 고등학교에 입학한 후에는 할머니 간호를 위해 어머니의 친정으로 이사하고, 전철로 통학을 하고 있다. 니시우라 고등학교 야구부의 매니저가 되려고 야구장에 갔다가 감독인 모모에가 무서워서 포기하려고 했었지만, 밤새도록 생각해서 매니저가 되기로 결정했다.

#### 모모에 마리아 (百枝 まりあ)
- 이름 - 모모에 마리아(百枝 まりあ)
- 성우 - 하야미즈 리사 / 신시아 크랜즈 / 윤미나
- 포지션 - 감독/좌투좌타
- 개인 정보 - 23세/4월 18일/B형/164 cm/몸무게는 알려져 있지 않음
- 등•하교 시간 - 바이크 20분
- 설명

니시우라 고등학교의 졸업생이며, 연식 야구부의 부매니저였다. 고등학교 졸업 후에는 간호사 학교를 나왔다. 본격적으로 감독으로 취임하고, 이유는 밝혀지지 않았지만, 부원 모두를 진심으로 고시엔에 데려가려고 야구부에 아르바이트 월급을 전부 투자한다. 야구 기술뿐만 아니라, 야구 지식과 감독으로서 지휘력, 통솔력이 탁월하며, 단순하지만 다루기가 어려운 타지마조차 뜻대로 움직일 정도이다. 초등학교 시절부터 야구 경험이 있고 "아이짱"이라는 개를 키우며, 야구부에 데려올 때도 있다.
저자에 따르면, 하루나랑 같은 얼굴을 하고 있다고 한다.

#### 시가 츠요시 (志賀 剛司)
- 이름 - 시가 츠요시(志賀 剛司)
- 성우 - 무로조노 타케히로 / 척 휴버 / 최한
- 포지션 - 야구부 책임 교사
- 개인 정보 - 11월 26일/A형/180 cm/79 kg/가족구성: 아내, 딸, 아들
- 등•하교 시간 - 차 40분
- 설명

별칭은 "시가뽀", 모모에 마리아 감독과 함께 야구부를 경식으로 부활시킨 장본인. 상세한 내용은 알 수 없지만 그가 모모에에게 감독 자리를 부탁했다고 한다.
니시우라 고교에서 수학을 가르치고 있다. 야구에 대해서는 잘 알지 못하지만 여기저기 강습회 등에 다녀서 박학다식하다. 여러모로 선수들에게 도움이 되는 것들을 알려주어 야구부의 내면의 성장에 도움을 주고 있다. 선생님답게 공부에 관해선 상당히 엄격해서 모모에 감독도 두려워할 정도.

### 응원단
첫 공식전을 맞이하는 니시우라 야구부를 위해, 하마다가 중심이 되어 응원단을 결성했다. 공식적인 동아리가 될 수 없기 때문에, 수업이 있는 평일 경기에는 응원을 하러 가지 못한다. 첫 공식전 경기에선 연주 담당을 포함해 5명뿐인 소규모로 시작했지만, 니시우라 고교의 의외의 활약으로 인해 주말경기에 200여명의 학생들을 끌어 모아 괜찮은 수준의 응원을 보여주기도 하였다. 이후 치어리더가 가입하는 등 순조로운 활동을 계속해 나가고 있다.

#### 하마다 요시로 (浜田 良郎)
- 이름 - 하마다 요시로(浜田 良郎)
- 성우 - 키사이치 아츠시 / 크리스토퍼 베빈스 / 정재헌
- 포지션 - 단장
- 개인 정보 - 1학년 9반 12월 19일/B형/183 cm/70 kg/가족구성: 부모, 남동생
- 설명

어린 시절부터 이즈미와 알고 지낸 소꿉 친구이자 중학교 선배. 어릴 적, 미하시에게 글러브를 준 적이 있으며, 미하시가 야구를 좋아하게 되는 계기가 되었다.
미하시, 타지마, 이즈미와 같은 반이지만, 사실은 1살이 많다. 출석 일수 부족으로 유급되었기 때문. 본인은 유급 이유를 '성적이 나빠서' 그렇다고 설명하고 있지만 유급의 진실을 아는 몇몇 친구들 내지 동갑생들에게는 '더러운 과거'라고 평해지고 있다. 사실 하마다의 부모님이 실직한 이후 학비를 대줄 여건이 안되자 본인의 노력으로 생활비와 학비를 벌기 위해 아르바이트를 하느라 출석일수가 부족해져 부득이하게 유급할 수 밖에 없었다.
팔꿈치 부상으로 야구를 포기했지만, 스스로 중심이 되어 응원단을 결성했다. 손재주가 좋아 현수막이나 배너도 직접 만든다.

#### 우메하라 케이스케 (梅原 圭介)
- 이름 - 우메하라 케이스케 (梅原 圭介)
- 성우 - 히키다 타카시 / 에릭 베일
- 포지션 - 지도자원
- 니시우라 고교 야구부 응원단 멤버. 1학년 때 하마다, 카지야마와 같은 반이었다.

#### 카지야마 리키 (梶山 力)
- 이름 - 카지야마 리키 (梶山 力)
- 성우 - 사카구치 슈헤이 J. 마이클 테이텀 / 최한
- 포지션 - 지도자원
- 니시우라 고교 야구부 응원단 멤버. 1학년 때 하마다, 우메하라와 같은 반이었다. 안경을 끼고, 턱 수염이 있는 게 특징.

#### 치어리더
토모이 아야노 (友井 紋乃)
- 댄스 동아리 "COPERNICUS" 소속. 자신 있는 춤은 힙합과 재즈

오가와 미아 (小川 美亜)
- 댄스 동아리 "COPERNICUS" 소속. 자신 있는 춤은 브레이크 댄스

#### 악기 응원 멤버
후카미 치카 (深見 智花)
- 성우 - 타카모토 메구미(高本 めぐみ)
- 포지션 - 큰북

니시우라 고교 야구부 응원단 멤버로, 큰북 담당이다.
마츠다 요시유키 (松田 佳之)
- 성우 - 호소야 요시마사(細谷 佳正)
- 포지션 - 트럼펫

니시우라 고교 야구부 응원단 멤버로, 트럼펫 담당이다.
노노미야 쇼코 (野々宮 祥子
- 성우 - ???
- 포지션 - 트럼펫

니시우라 고교 야구부 응원단 멤버로, 트럼펫 담당이다.

### 가족
미하시 나오에(三橋尚江)
- 성우 - 한바 토모에

렌의 엄마. 니시우라 고등학교 졸업생. 렌과는 중학교 때 같이 살지 않았으며, 고등학교 때부터 같이 살기 시작.
아베 미나에(阿部美佐枝)
- 성우 - 유야 아츠코 / 서지연
- 키 : 160 cm
- 혈액형 : O
- 아베의 엄마. 슌의 경기를 우선시하며 아베의 경기와 겹치면 슌의 경기를 보러 간다. 하나이의 엄마와 마찬가지로 야구 관람에 익숙하다.

슌
- 성우 - 카지 유우키
- 아베의 동생. 타지마를 존경한다.

타지마 미와코
- 성우 - 이시즈카 리에
- 타지마의 엄마. 아이를 다섯 명이나 낳은 것에 대해 다른 엄마들이 놀라워한다.

하나이 키쿠에
- 성우 - 타치바나 유코 / 홍희숙
- 하나이의 엄마. 학부모들의 중심적 존재. 아들 본인이 싫어한다는 이유로 아들을 성씨로 부르고 있다. 아들이 초등학생 시절부터 야구를 하고 있었기 때문에 관람하는 것이 익숙하다. 아들이 고등학교에 들어가 이야기할 기회가 늘어난 것을 기쁘게 여기고 있으며, 야구부 부모 모임을 정식으로 만들어 부 활동에 협력하고 있다.

하나이 아스카•하루카
- 하나이 아즈사의 여동생. 쌍둥이지만, 어느 쪽이 언니인지 동생인지 알 수 없다.

이즈미 케이코
- 성우 - 키우치 레이코
- 이즈미의 엄마

스야마 에이코
- 성우 - 무라이 카즈사 / 하미경
- 스야마의 엄마

미즈타니 키요에
- 성우 - 모리 나츠키 / 하미경
- 미즈타니의 엄마

오키 쿠미코
- 성우 - 츠네마츠 아유미 / 하미경
- 오키의 엄마

니시히로 카즈미
- 니시히로의 엄마

시노오카 에츠코
- 시노오카의 엄마. 시노오카의 할머니를 간병하고 있다.

## 토우세이 고등학교
토우세이 고등학교(桐青高校)는 주인공들이 니시우라 고등학교에 입학하기 전, 여름 대회 때 고교 야구에 출전한 강한 기독교계 사립 중고등학교이다. 여름 대회에서 매년 1학년이 1명씩 들어간다. 여름 대회 때 B시드에 들어가고 니시우라 고등학교랑 경기를 한다. 작중에서는 2명 이상의 매니저가 있다.

### 카와이 카즈키 (河合 和己)
- 이름 - 카와이 카즈키 (河合 和己)
- 성우 - 하나와 에이지 (花輪 英司) / 방성준
- 포지션 - 포수/우투우타/등번호:2
- 설명

니시우라 고등학교에 패한 후, 하나이에게 학종이를 전달해 준다.

### 타카세 쥰타 (高瀬 準太)
- 이름 - 타카세 쥰타 (高瀬 準太)
- 성우 - 스기야마 노리아키(杉山 紀彰) / 정명준
- 포지션 - 투수/우투우타/등번호:10
- 설명

경기 중에는 항상 포커페이스를 유지하지만, 니시우라 고등학교와의 전에는 초반에 긴장을 많이 해, 점수를 내주고 말았다.

### 기타 선수
시마자키 신고 (島崎 慎吾)
- 성우 - 히노 사토시(日野 聡) / 류승곤
- 포지션 - 2루수/우투우타/등번호:4
- 설명

9월 21생, A형, 입학 당시 176cm/70kg. 3학년 6반. 가족관계는 부모, 형.
니시우라전에서는 3번타자로 출장했다. 아베가 가장 알 수 없는 배팅을 한다고 말한 선수다. 9회말에 미하시의 '직구'를 쳤다.
아오키 타케히코(青木 毅彦)
- 성우 - 호소이 오사무(細井 治)
- 포지션 - 유격수/우투좌타/등번호:14
- 설명

7월 30일생, O형, 입학 당시 178cm/75kg. 2학년 8반. 가족관계는 조부모, 부모, 누나.
니시우라전에서는 4번타자로 출장했다. 작년 토세이가 고시엔에 갔을 때 1학년 주전이었다는 이야기가 있다.
마시바 진 (真柴 迅)
- 성우 - 야마모토 다이스케(山本 泰輔) / 현경수
- 포지션 - 3루수/우투좌타/등번호:17
- 설명

9월 19일생, AB형, 입학 당시 171cm/67kg. 1학년 6반. 가족관계는 조부모, 부모, 누나, 형.
니시우라전에서는 1번타자로 출장했다. 1학년 주전으로 발이 빠르다. 단행본의 프로필에는 포지션이 3루수/유격수로 되어 있다.
나카자와 리오 (仲沢 利央)
- 성우 - 미야노 마모루(宮野 真守) / 홍범기
- 포지션 - 포수/등번호:18
- 설명

11월 7일생, O형, 입학 당시 186cm/80kg. 가족관계는 부모, 형. (리오의 형 나카자와 로카는 현재 비죠사이다야마 고등학교의 코치로 있다)
1학년 후보포수로, 니시우라전에서는 벤치에서 사인을 보내고 있었다. 유력한 주전 후보. 경기가 끝난 뒤 타지마와 메일을 주고받는 사이가 된다. 아버지는 일본계 브라질 사람, 어머니는 유럽인과 일본인의 혼혈, 인종은 쿼터. 이름의 유래는 브라질의 리우데자네이루에서 따왔다.
야마노이 케이스케 (山ノ井 圭輔)
- 성우 - 이마루오카 아츠시(伊丸 岡篤) / 홍범기
- 포지션 - 중견수/우투우타/등번호:8
- 설명

9월 14일생, O형, 입학 당시 172cm/69kg. 3학년 4반. 가족관계는 조부모, 부모, 누나, 여동생.
니시우라전에서는 8번타자로 출장했다.
마에카와 토시히코 (前川 俊彦)
- 성우 - 하야시 유(林 勇)
- 포지션 - 우익수/우투좌타/등번호:9
- 설명

5월 8일생, B형, 입학 당시 169cm/66kg. 3학년 1반. 가족관계는 조부모, 부모, 형.
니시우라전에서는 9번타자로 출장했다.
마쓰나가 마사야 (松永 雅也)
- 성우 - 신가키 타루스케(新垣 樽助)
- 포지션 - 좌익수/우투우타/등번호:7
- 설명

8월 21일생, O형, 입학 당시 168cm/63kg. 3학년 2반. 가족관계는 조부모, 부모, 형.
니시우라전에서는 2번타자로 출장했다.
모토야마 유지 (本山 裕史)
- 성우 - 이이다 히로시(飯田 浩志)
- 포지션 - 1루수/좌투좌타/등번호:3
- 설명

6월 2일생, A형, 입학 당시 180cm/76kg. 3학년 4반. 가족관계는 부모.
니시우라전에서는 6번타자로 출장했다.
감독
- 성우 - 아이자와 마사키(相沢 正輝) / 윤동기

## 사키타마 고등학교
사키타마 고등학교(崎玉高校)는 니시우라 고등학교와 같은 지구에 있는 현립 농업 고등학교. 여름 대회 3차전에서 니시우라 고등학교와 붙는다. 부원은 11명인데 3학년은 1명뿐이다.
이치하라 유타카 (市原 豊)
- 성우 - 오다 히사후미(小田久史)
- 포지션 - 투수(우익수)/우투우타/등번호:1
- 2학년 5반/5월 2일/O형
- 조부, 부모, 남동생
- 171 cm / 68 kg

사쿠라 다이치 (佐倉 大地)
- 성우 - 후쿠하라 코헤이(福原 耕平)
- 포지션 - 포수/우투우타/등번호:2
- 1학년 6반/10월 9일/B형
- 조부, 부모, 형 셋, 여동생
- 183 cm / 80 kg

오야마 히로키 (小山 大樹)
- 성우 - 후지와라 카츠야(藤原 勝也)
- 포지션 - 유격수/우투우타/등번호:6
- 3학년 1반/7월 18일/A형
- 가족관계 - 조부모, 부모, 형
- 168 cm / 65 kg

사와무라 마사토
- 포지션 - 1루수/우투우타/등번호:3
- 2학년 5반/1월 17일/O형
- 부모, 남동생
- 173 cm / 70 kg

하라다 레이이치
- 포지션 - 2루수/우투우타/등번호:4
- 2학년 5반/11월 19일/A형
- 어머니, 누나
- 168 cm / 65 kg

스기타 토오루
- 포지션 - 3루수/우투우타/등번호:5
- 1학년 6반/7월 10일/O형
- 조모, 부모, 형
- 162 cm / 58 kg

후루사와 아츠시
- 포지션 - 외야수/우투우타/등번호:7
- 2학년 6반/4월 22일/A형
- 부모, 여동생
- 170 cm / 65 kg

카미무라 료이치
- 포지션 - 중견수/우투우타/등번호:8
- 2학년 3반/6월 4일/A형
- 조부모, 부모, 형, 남동생
- 175 cm / 71 kg

타나카 마츠테루
- 포지션 - 외야수/우투우타/등번호:9
- 2학년 3반/3월 20일/O형
- 부모, 남동생
- 170 cm / 67 kg

## 비죠다이사야마 고등학교
비죠다이사야마 고등학교(美丞大狭山高校)는 니시우라 고등학교와 여름 대회에서 5차전에 경기하는 학교다.
타키이 토모야 (滝井 朋也)
감독
나카자와 로카 (仲沢 呂佳)
코치

## 무사시노 제1고등학교
무사시노 제1고등학교(武蔵野第一高校)는 매년 탈락하는 학교였지만, 가을 대회에서는 8강에서 ARC학원에 져서 탈락한다. 여름 대회에선 C시드에 들어갔다. 여름 현 대회 C 시드에 들어갔다. '기본의 기본!'의 무대 학교이기도 하다. 여름 대회 준준결승에서 카스카베 시립 고등학교와 경기를 하고, 준결승에서 ARC 학원과 재대결을 하지만 패한다.

### 카구야마 나오토 (加具山 直人)
- 이름 - 카구야마 나오토 (加具山 直人)
- 성우 - 후루시마 키요타카(古島 清孝) / 김광국
- 포지션 - 투수, 우익수/우투우타/등번호:1
- 설명

지난 가을부터 계속 유니폼 1번을 하고 있다. 구속은 120km/h이며, 변화구는 커브와 슬라이더. 새로운 팀이 되어 처음 맞이한 공식 경기에서 자신보다 재능과 실력이 높은 하루나를 보고 열등감을 느껴 야구를 포기하려고 한다. 그 에피소드가 '기본의 기본!'에 담겨있다.
고등학교 입학 이후 키가 자라지 않고 근육이 좀처럼 나오지 않아 하루나의 체격을 부러워한다.

### 하루나 모토키 (榛名 元希)
- 이름 - 하루나 모토키 (榛名 元希)
- 성우 - 마츠카제 마사야(松風 雅也) / 손원일
- 포지션 - 투수, 우익수/좌투좌타/등번호:10
- 설명

무사시노 제1고등학교 야구부를 무명에서 유명으로 만든 1등 공신. 2학년이면서 신문에 거론되는 등 팀의 중심적 존재이다.
중학교 시절에는 아베와 배터리를 짜고 있었다. 다른 포수는 하루나의 빠른 공을 잡을 수가 없었지만, 아베는 잡을 수 있어서 공식 경기에서 두 사람이 공식전에서 배터리를 이루게 되었다. 프로야구 선수를 목표로 잡았기에 자기 관리를 철저하게 하는데, 그 때문에 어떤 경기에서든 무리하기 싫다는 이유로 투구 수를 80개로 엄밀하게 정해놓고 있다. 이것 때문에 시니어 시절엔 아베와 마찰이 생기기도 하였다. 최고 구속이 144km/h가 나오며, 가을 대회에서 갑자기 전력 투구를 했을 땐 포수 마치다 조차도 잡을 수 없었다. 중학교 시절에는 제구력이 형편 없었기에 포수인 아베의 몸이 멍투성이가 될 정도로 변화구도 못 던졌다. 변화구도 슬라이더뿐이지만 구속이 빨라 평가가 좋다. 아베에게 하루나는 "최악의 투수"이고, 미하시에게 하루나는 "멋진 투수" + "좋은 사람"으로, 동경의 대상이다.
사실 하루나가 한 경기 투구 수를 80개로 제한하고 있는 것은 중학교 시절의 사건 때문이다. 중학교 야구부 시절 감독의 눈에 들어 자주 등판하며 혹사당했다. 그러던 어느 날 무릎에 통증을 느껴 투구를 할 수 없다며 감독에게 건의했는데, 감독이 그냥 견디라고 말하며 병원에서도 간단한 검사만 받도록 지시하는 등 대응이 좋지 못하였다. 뭔가 이상하다 싶었던 하루나는 몰래 큰 병원에서 정밀검사를 받았는데 무릎 반월판 손상이라는 제법 큰 진단을 받았다. 이후 부모님의 도움을 받아가며 본인 스스로 치료 & 재활을 수행하여 병을 완치하나, 이후 감독의 눈 밖에 나서 경기마다 등판 기회가 주어지지 않는 등 푸대접을 받는다. 이때 크게 낙심하여 야구를 그만둘 생각까지 하였지만, 하루나의 마음고생을 잘 알았던 동료 야구부원들의 설득에 의해 토다키타 시니어 팀에 들어갔고 이후부터 준수한 성적을 거둔다. 그래도 중학교 시절의 트라우마가 크게 작용했는지 고교진학 때 야구부 감독이 선수를 터치하는 비중이 가장 낮은 곳을 일부러 선택하였다. 대단한 실력을 갖추지 못한 무사시노 제1고교 야구부에 들어온 건 이 때문이다. 고교 야구부에 입부한 초기엔 새파란 1학년이 투구 수를 80개로 제한한다며 선배들의 미움을 샀지만, 대단한 실력을 보여주며 점점 동료들의 인정을 받아 팀의 에이스로 급부상 한다.
그러다 팀 내 투수이자 선배인 카구야마가 자신에 대한 패배의식으로 야구를 그만두려 한다는 사실을 눈치챈다. 이때 우연히 근처에 있던 주장 오오카와, 매니저 스즈네, 카구야마에게 자신의 과거를 이야기해주기도 한다. 이후 카구야마는 팀원들과 노력하여 승리를 거둘 수 있다면 에이스가 아니어도 좋다는 승부욕을 불태우게 되었고 훈련에 성실하게 참여한다. 다른 팀원들도 하루나와 카구야먀의 모습에 자극을 받아 열심히 노력하였고 이것들이 결실을 맺어 가을 대회에서 상당한 성적을 거두고 이듬해 춘계대회에서는 현내 베스트 8까지 올라가는 기염을 토한다. 이래저래 무명이나 다름없는 무사시노 제1고교 야구부를 성장시키는데 한몫한 것은 확실하다.
아키마루 쿄헤이 (秋丸 恭平)
- 성우 - 이시이 마코토(石井 真) / 홍범기
- 포지션 - 포수/우투우타/등번호:12

## 카스카베 시립 고등학교
카스카베 시립 고등학교(春日部市立高校)는 부원 수 100명 이상인 대규모 팀이다. 작년 가을 대회에서 무사시노 제1고등학교와 경기해 패배한다. 여름 대회에서 B시드로 들어가서 또 무사시노 제1고등학교를 만나지만 역시 탈락한다.

## ARC 학원
ARC 학원(ARC学園高校)은 현내 No.1의 능력과 실력을 갖고있는 강한 학교이다. 봄 대회에서는 준우승을 하고, 여름 대회에서는 A시드에 들어갔다.
요시다 (吉田)
- 포지션 - 포수/우투우타/등번호:2
- 아베도 인정하는 포수

## 미호시 학원
미호시 학원(三星学園)은 군마현의 학교이다. 사장은 미하시의 할아버지이다. 고등부는 현 밖에서도 스포츠 추천을 받아들인다.

### 미하시 루리 (三橋 瑠里)
- 이름 - 미하시 루리 (三橋 瑠里)
- 성우 - 이노우에 마리나(井上麻里奈) / 홍희숙
- 설명

미하시의 친척. 미하시를 '렌렌'이라고 부른다. 고등학교를 따로 다니지만, 경기를 응원하러 오고, 카노우와의 사이를 걱정하며, 미하시는 배려하는 모습을 보여 준다.

### 카노우 슈고 (叶 修悟)
- 이름 - 카노우 슈고 (叶 修悟)
- 성우 - 오오스카 쥰(大須賀 純) / 변현우
- 포지션 - 투수/우투우타/등번호:19
- 설명

미하시의 소꿉친구. 중학교 시절에는 미하시에게 밀려 에이스를 못했지만, 유일하게 미하시의 실력을 인정했다.
미하시의 9분할 스트라이크 존 컨트롤과 그것에 이르는 노력, 마운드에 집착심 등 때문에 열등감을 가지고 있었지만, 니시우라 고등학교와의 경기에서 팀 동료에게 자신이 미하시보다 잘한다고 생각 하지 않는다면 진다고 팀원들이 말을 한다. 실전에서 던지는 변화구는 체인지업과 포크이며 구속은 니시우라 고등학교와의 경기 시점에서 120km/h 정도이다. 아베는 카노우를 보고 개성이 있는 투수라고 느꼈다. 여름 대회 때도 1학년이지만 7회부터 투수로 출전, 아웃 3개를 따내어 콜드 게임으로 종료시켰다. 중학교 졸업 전에는 미하시가 팀 동료로부터 소외되는 상황에서 야구를 그만 두면 안 된다며 야구를 계속하라고 말한 적이 있다. 미하시와는 서로의 여름 대회 첫 경기 후 문자로 예전처럼 이름으로 부르게 되었다.

### 하타케 아츠시 (畠 篤史)
- 이름 - 하타케 아츠시 (畠 篤史)
- 성우 - 오오하타 신타로(大畑 伸太郎) / 최한
- 포지션 - 포수/우투우타
- 설명

중학교 시절에는 미하시와 배터리였다. 평범하지 않은 '직구'와 9분할 스트라이크 존 컨트롤을 눈치채지 못하고, 미하시의 실력을 인정하지 않았다. 카노우를 미하시보다 월등히 높게 평가하며 '편애'때문에 미하시가 에이스가 되었다고 생각한다. 니시우라 고등학교와의 경기 전에는 미하시를 위협하기도 한다. 니시우라 고등학교와의 경기에서 미하시가 직구를 던진 때 습관을 간파하고 홈런을 한다. 경기 후 미하시의 실력을 인정하고 중학교 시절에 대해 사과하고, 습관을 수정하는 것을 지적하는 친절을 보였다.

### 오다 히로유키 (織田 裕行)
- 이름 - 오다 히로유키 (織田 裕行)
- 성우 - 후쿠야마 쥰(福山潤) / 이광수
- 포지션 - 1루수/우투우타
- 설명

니시우라 고등학교와의 경기에서 4번 출전함. 와카야마현 출신. 칸사이 사투리. 스포츠 추천하여 미호시 학원으로 들어가 선수. 중학교 시절 미하시와 다른 부원과 불화를 직접적으로 모르기 때문에 경기 초반 의욕 없이 시작하지만, 카노우의 부탁에 최선을 다해 경기에 임함. 키노우의 말에 미하시의 직구에 관심을 보인다. 경기에서 코치의 조언에 치기도 하지만, 그것 이외에는 모두 삼진을 당한다.

## 센다 고등학교
센다 고등학교(千朶高校)는 ARC 학원과 비슷한 실력을 가진 강호이다. 가을 대회에서 우승했다. 여름 대회에는 A시드에 들어갔다가 후의 봄 대회에서 1회전 만에 탈락한다. 번트를 너무 많이 시도하지 않는 적극적인 공격 스타일이다.